# Сновська міська рада
Сно́вська міська́ ра́да — адміністративно-територіальна одиниця та орган місцевого самоврядування у Сновському районі Чернігівської області. Адміністративний центр — місто Сновськ.

## Загальні відомості
Сновська міська рада утворена в 1923 році.
- Територія ради: 17,962 км²
- Населення ради: 11393 осіб (станом на 1 січня 2011 року)
- Територією ради протікає річка Снов

## Населені пункти
Міській раді підпорядковані населені пункти:
- м. Сновськ

## Склад ради
Рада складається з 26 депутатів та голови.
- Голова ради: Медведьов Олександр Олександрович
- Секретар ради: Самойлова Наталія Володимирівна

### Керівний склад попередніх скликань
| ПІБ                                 | Основні відомості                                                       | Дата обрання | Дата звільнення |
| ----------------------------------- | ----------------------------------------------------------------------- | ------------ | --------------- |
| Кліщенко Тетяна Миколаївна          | Міський голова, 1954 року народження, член Комуністичної партії України | 26.03.2006   | 31.10.2010      |
| Грабовський Олександр Володимирович | Міський голова, 1963 року народження, освіта вища                       | 31.10.2010   | 27.05.2012      |
| Зуб Роман Іванович                  | Міський голова, 1975 року народження, освіта вища, безпартійний         | 27.05.2012   |                 |

Примітка: таблиця складена за даними джерела

### Депутати
За результатами місцевих виборів 2010 року депутатами ради стали:

#### За суб'єктами висування
| Суб'єкт висування                                       | Кількість обраних депутатів | %    |
| ------------------------------------------------------- | --------------------------- | ---- |
| Партія регіонів                                         | 14                          | 46,7 |
| Політична партія Всеукраїнське об'єднання «Батьківщина» | 11                          | 36,7 |
| Комуністична партія України                             | 3                           | 10   |
| Політична партія «Сильна Україна»                       | 2                           | 6,7  |

#### За округами
| № округу                                                | Прізвище, ім'я, по батькові       | Дата визнання обраним | Освіта         | Партійна приналежність                        | Відомості про обраного депутата                                                                |
| ------------------------------------------------------- | --------------------------------- | --------------------- | -------------- | --------------------------------------------- | ---------------------------------------------------------------------------------------------- |
| Комуністична партія України                             |                                   |                       |                |                                               |                                                                                                |
| б/м                                                     | Єдлінський Анатолій Іванович      | 03.11.2010            | Освіта вища    | член Комуністичної партії України             | пенсіонер                                                                                      |
| б/м                                                     | Преснякова Олена Анатоліївна      | 03.11.2010            | Освіта вища    | член Комуністичної партії України             | тимчасово не працює                                                                            |
| б/м                                                     | Єрмоленко Валентина Петрівна      | 03.11.2010            | Освіта середня | член Комуністичної партії України             | тимчасово не працює                                                                            |
| Партія регіонів                                         |                                   |                       |                |                                               |                                                                                                |
| б/м                                                     | Солошенко Ігор Анатолійович       | 03.11.2010            | Освіта вища    | член Партії регіонів                          | Сновське відділення КБ"Експрес-банк", начальник                                                |
| б/м                                                     | Добненко Наталія Михайлівна       | 03.11.2010            | Освіта вища    | позапартійна                                  | відділ культури та туризму Сновської РДА, начальник                                            |
| б/м                                                     | Дуля Анатолій Миколайович         | 03.11.2010            | Освіта вища    | член Партії регіонів                          | ЗАТ «Комунальник», начальник                                                                   |
| б/м                                                     | Кошова Ганна Іванівна             | 03.11.2010            | Освіта вища    | член Партії регіонів                          | Сновська ЖЕД, начальник                                                                        |
| б/м                                                     | Москаленко Валентина Василівна    | 03.11.2010            | Освіта вища    | позапартійна                                  | Сновський історичний музей, директор                                                           |
| б/м                                                     | Куликовський Володимир Васильович | 22.11.2010            | Освіта середня | член Партії регіонів                          | Сновське Управління газифікації і газового господарства, спеціаліст                            |
| 1                                                       | Колесник Сергій Олексійович       | 15.11.2010            | Освіта вища    | член Партії регіонів                          | пенсіонер                                                                                      |
| 2                                                       | Павленко Андрій Олександрович     | 02.11.2010            | Освіта вища    | член Партії регіонів                          | Сновська ЦРЛ, фельдшер                                                                         |
| 4                                                       | Бойко Тетяна Анатоліївна          | 02.11.2010            | Освіта вища    | позапартійна                                  | Сновська дитяча музична школа, викладач                                                        |
| 5                                                       | Дубина Анатолій Петрович          | 02.11.2010            | Освіта вища    | член Партії регіонів                          | фізична особа-підприємець                                                                      |
| 6                                                       | Левченко Любов Валентинівна       | 02.11.2010            | Освіта вища    | позапартійна                                  | Сновське відділення ЧОДАБ «Райффайзен Банк Аваль», начальник                                   |
| 7                                                       | Ховпун Алла Василівна             | 02.11.2010            | Освіта вища    | член Партії регіонів                          | Управління ПФУ в Сновському районі, начальник відділу кадрової юридичної роботи та діловодства |
| 11                                                      | Ісаченко Галина Іванівна          | 02.11.2010            | Освіта вища    | член Партії регіонів                          | Сновський міський гідропарк, директор                                                          |
| 14                                                      | Шило Михайло Іванович             | 02.11.2010            | Освіта вища    | член Партії регіонів                          | Відділ містобудування та архітектури Сновської РДА, начальник                                  |
| Політична партія Всеукраїнське об'єднання «Батьківщина» |                                   |                       |                |                                               |                                                                                                |
| б/м                                                     | Борсук Людмила Михайлівна         | 03.11.2010            | Освіта вища    | член Всеукраїнського об'єднання «Батьківщина» | пенсіонер                                                                                      |
| б/м                                                     | Молчанова Людмила Григорівна      | 03.11.2010            | Освіта середня | член Всеукраїнського об'єднання «Батьківщина» | тимчасово не працює                                                                            |
| б/м                                                     | Павловська Олена Олексіївна       | 03.11.2010            | Освіта вища    | член Всеукраїнського об'єднання «Батьківщина» | Сновський район електричних мереж, юрист                                                       |
| б/м                                                     | Єременко Надія Володимирівна      | 03.11.2010            | Освіта вища    | член Всеукраїнського об'єднання «Батьківщина» | Сновська ветеринарна лабораторія, начальник                                                    |
| 3                                                       | Зуб Роман Іванович                | 02.11.2010            | Освіта вища    | позапартійний                                 | тимчасово не працює                                                                            |
| 8                                                       | Волокушин Михайло Дмитрович       | 02.11.2010            | Освіта вища    | член Всеукраїнського об'єднання «Батьківщина» | пенсіонер                                                                                      |
| 9                                                       | Данилова Валентина Олександрівна  | 02.11.2010            | Освіта вища    | член Всеукраїнського об'єднання «Батьківщина» | Сновська міська рада, секретар                                                                 |
| 10                                                      | Хасенко Олег Васильович           | 02.11.2010            | Освіта середня | член Всеукраїнського об'єднання «Батьківщина» | приватний підприємець                                                                          |
| 12                                                      | Мудрицький Євгеній Олексійович    | 02.11.2010            | Освіта вища    | член Всеукраїнського об'єднання «Батьківщина» | Сновська дитяча спортивна школа, директор                                                      |
| 13                                                      | Сарапіна Тетяна Віталіївна        | 02.11.2010            | Освіта вища    | член Всеукраїнського об'єднання «Батьківщина» | Сновська дитяча спортивна школа, тренер                                                        |
| 15                                                      | Гаврилець Ольга Леонідівна        | 03.11.2010            | Освіта вища    | член Всеукраїнського об'єднання «Батьківщина» | загальноосвітня школа I—III ст. № 1 м. Сновськ, вчитель                                        |
| Політична партія «Сильна Україна»                       |                                   |                       |                |                                               |                                                                                                |
| б/м                                                     | Бабар Людмила Трохимівна          | 03.11.2010            | Освіта вища    | член Політичної партії «Сильна Україна»       | Сновська ЦРЛ, лікар                                                                            |
| б/м                                                     | Терехов Віктор Володимирович      | 03.11.2010            | Освіта вища    | член Політичної партії «Сильна Україна»       | Управління юстиції, заступник начальника відділу                                               |